# 桑塔與七賽蓮
《桑塔與七賽蓮》（又译作）是一款由WayForward製作與發行的平台動作遊戲，2019年9月首先在iOS上推出，之後又陸續在macOS、Windows、任天堂Switch、PlayStation 4、Xbox One上推出。本作是桑塔系列的第五部作品，前一作是2016年的《桑塔：半精靈英雄》。

## 遊玩方式
本作是桑塔系列的第五部作品，回歸到類似《里絲琦的逆襲》的非線性大地圖模式，而非《半精靈英雄》的關卡制。這次身為半精靈英雄的桑塔與夥伴們來到了一座熱帶島嶼，在島上遇見了其他的半精靈。從島上的小鎮為中心向四周延伸出好幾個可探索的大型區域，諸如海岸、地下礦場...等等，每個區域都會出現一座大型迷宮，在迷宮中探索並取得關鍵道具或是新的變身能力，藉著諸如衝刺、飛行等新能力來抵達新的區域。
本作仍然保有舞蹈系統，但不同於前作，這次的舞蹈並非用來變身，而是改成新的特殊能力，諸如揭露場景中的隱藏物品、讓枯萎的植物復活...等。本作不需要舞蹈即可變身成動物，前提是在流程中取得相對應的「融合幣」，可變身成諸如擁有衝刺與爬牆能力的蜥蜴、擁有鑽地能力的鑽頭蟹...等等。本作新增一項「收集卡片」系統，只要擊敗小怪就有一定機率掉落怪物卡片，集滿特定數量的卡片即可裝備到身上，提升自身的各種能力，諸如提升移動速度、加快魔力回復速度等等。本作同樣提供二周目困難模式，讓玩家在更低的防禦力情況下挑戰通關。

## 故事背景
半精靈英雄桑塔與她的朋友們為了參加「半精靈祭典」而來到一座熱帶島嶼。在島上結識了五位半精靈朋友，並與她們一同在祭典上進行表演，然而在表演途中遭遇突發意外，五位半精靈被綁架失蹤。為了搜尋半精靈們的下落，桑塔開始在島上展開冒險。探索途中還遇到昔日的宿敵女海盜「里絲琦」，里絲琦的目的是想挖掘出島上的神秘寶藏，而她對於島上隱藏的秘密似乎也略有所知。桑塔發現半精靈們被囚禁在島上的眾多迷宮裡面，她必須擊敗這些迷宮中的七位賽蓮（海妖）以拯救朋友們。

## 開發與發行
2019年3月25日，WayForward首度揭露了桑塔系列的新作，標題暫定為「Shantae 5」，遊戲將會在多個平台上推出，包含當時才剛發表的Apple Arcade遊戲平台。同年8月，遊戲正式定名為「Shantae and the Seven Sirens」，同時透露新的玩法細節， 官方提到遊戲將支援4K解析度以及過場動畫。遊戲的片頭動畫交由日本動畫公司TRIGGER製作，搭配原創歌曲「Rise and Shine Shantae」，由擔任桑塔配音的Cristina Vee來演唱。
本作最早只在Apple Arcade服務上推出，2019年9月19日遊戲的第一部在iOS發售，2019年10月在macOS上推出第一部。第一部的內容並非完整版，剩下的內容要等到之後才會推出。2020年3月28日，遊戲的第二部在iOS與macOS上推出。同年5月，遊戲完整版（等同第一部加上第二部）在Microsoft Windows、任天堂Switch、PlayStation 4、Xbox One等平台推出。

## 外部連結
- 官方网站（英文）